# Улмету (Валча)
Улмету (рум. Ulmetu) насеље је у Румунији у округу Валча у општини Копачени. Oпштина се налази на надморској висини од 336 m.

## Становништво
Према подацима из 2002. године у насељу је живело 478 становника, од којих су сви румунске националности.